# Tułowice (Opole)
Pour les articles homonymes, voir Tułowice.
Tułowice est une localité polonaise de la voïvodie et du powiat d'Opole. Elle est le siège de la gmina du même nom.

## Histoire
De 1743 à 1945, Tillowitz fait partie de l'arrondissement de Falkenberg-en-Haute-Silésie dans le district d'Oppeln au sein de la province de Silésie.